# Áustria nos Jogos Olímpicos de Verão de 1992
A Áustria competiu nos Jogos Olímpicos de Verão de 1992, realizados em Barcelona, Espanha.